# Krystian Ochman
Krystian Jan Ochman (* 19. Juli 1999 in Melrose, Massachusetts) ist ein US-amerikanisch-polnischer Sänger. Mit seinem Lied River vertrat er Polen beim Eurovision Song Contest 2022.

## Leben und Karriere
Ochman wurde in Melrose, Massachusetts, geboren und wuchs in der Nähe von Washington, D.C. auf. Er stammt aus einer musikalischen Familie, sein Vater spielte Synthesizer in der Band Róże Europy, sein Großvater Wiesław Ochman ist Opernsänger. Zunächst interessierte sich Ochman für Sport, er schwamm gern und wollte Fußballer werden, begann jedoch auf Drängen seiner Eltern, Klavier und Trompete zu spielen. Auch Gesangsunterricht hatte er bereits zu Schulzeiten. Auf Betreiben seines Großvaters schrieb er sich an der Musikakademie in Kattowitz für klassischen Gesang ein.
2020 nahm er an der elften Staffel von The Voice of Poland teil, wo er im Team von Michał Szpak war. Im Finale konnte er die meisten Zuschauerstimmen auf sich vereinen und die Staffel gewinnen. Nach The Voice veröffentlichte er seine erste eigene Single, Światłocienie, es folgten drei weitere. Beim 58. Landesfestival des Polnischen Liedes in Opole erhielt er den Publikumspreis. Im selben Jahr erschien sein erstes Album Ochman.
Am 19. Februar 2022 gewann er Tu bije serce Europy!, den polnischen Vorentscheid für den Eurovision Song Contest 2022 mit seinem Lied River. Er schaffte es schließlich bis ins Finale des Contests und konnte dort mit 151 Punkten den 12. Platz erreichen.

## Diskografie

### Studioalben
- 2021: Ochman
- 2023: Testament
- 2024: Klasycznie

### Kompilationen
- 2024: Trap/Urban
- 2024: Klasyka/Pop

### EPs
- 2022: Ochman

### Singles
- 2020: Światłocienie (PL: Gold)[7]
- 2021: Wielkie tytuły
- 2021: Wspomnienie
- 2021: Prometeusz
- 2021: Ten sam ja
- 2021: Złodzieje wyobraźni
- 2022: River (PL: Platin)
- 2022: Bittersweet (feat. Opał)
- 2023: Cry for You (feat. Kalush Orchestra)
- 2023: Bronia (mit Jerry Heil)
- 2023: 8ball
- 2023: Rozmyty obraz
- 2023: Ona widzi nas
- 2023: Telefony
- 2023: Testament
- 2024: Mamo
- 2024: Siłacz
- 2024: Nie ma szans
- 2024: Gdy nikt nie widzi